# Hoholeve
Hoholeve (ukrainien : Гоголеве, russe : Гоголево) est une commune urbaine de l'oblast de Poltava, en Ukraine. Elle compte 2 498 habitants en 2021.